# كيرن غالاغير
كيرن غالاغير (بالإنجليزية: Kieran Gallagher)‏ هو سائق سباق بريطاني، ولد في 10 مارس 1990 في غلاسكو في المملكة المتحدة.